# بابونه کاذب (گیاه)
بابونه کاذب (نام علمی: Tripleurospermum disciforme) نام یک گونه از سرده بابونه کاذب است. این گیاه در ایران به عنوان گیاهان دارویی شناخته شده به مصرف می‌رسد که در صحت آن باید شک کرد. گونه دیگری از همین سرده نیز با (نام علمی: Tripleurospermum sevanense) به نام بابونه کاذب نامگذاری شده است.